# Jaime Vallvé
Jaime Vallvé (født 1928[kilde mangler] i Spanien, død 15. oktober 2000 i Danmark) var en spansk-dansk tegneserietegner som er mest kendt for at have bidraget til den nordiske produktion af tegneserien Fantomet.
Jaime Vallvé flyttede til Danmark i slutningen af 1950'erne. Han blen tilknyttet tegneseriesyndikatet P.I.B. og tegnede tegneserieadaptioner af kendte romaner som De tre musketerer, Ivanhoe og Greven af Monte Cristo. Han tegnede også detektivserien Eddie, efter manus af Jørgen Sonnergaard.
I 1971 begyndte han at arbejde for den svenske Fantomet-produktion. Gennem 1970'erne, 80'erne og 90'erne tegnede han tilsammen 116 Fantomet-historier. Vallvé var en populær tegner og er måske mest kendt for sine historiske Fantomet-eventyr. Vallvés tegnestil kendetegnes af bevidst brug af sort/hvide kontraster og brede penselstrøg.
Vallvé har også tegnet den historiske eventyrserie Johan Vilde efter manus af Janne Lundström. Serien er udgivet i fire album.

## Eksterne links
- Jaime Vallvé biografi Arkiveret 23. juli 2011 hos  Wayback Machine på Fantomet.org
- Jaime Vallvé biografri Arkiveret 20. februar 2013 hos  Wayback Machine på Scandinavian Chapter (på engelsk)